# Ан О'Брайън
Ан О'Брайън (на английски: Anne O'Brien) е английска писателка на бестселъри в жанра исторически любовен роман.

## Биография и творчество
Ан О'Брайън е родена на 18 април 1949 г. в Западен Йоркшър, Англия. От малка е запалена по четенето на исторически и романтични романи.
Получава с отличие бакалавърска степен по история от Университета на Манчестър, диплома за преподавател от Университета на Лийдс и магистърска степен по педагогика от Университета Хъл в Кингстън ъпон Хъл. След дипломирането си работи като учител по история.
След като прекратява учителската си кариера, решава да опита да пише истории за жените от миналото, които най-силно я запленяват. Първоначално пише разкази и печели няколко местни конкурса. Това я вдъхновява и започва да пише романи. Първият ѝ регентски исторически любовен роман „The Runaway Heiress“ е публикуван през 2004 г.
В следващите години излизат романите ѝ „Вдовицата девственица“ – за историята на Ан Невил, съпругата на Ричард III, херцог на Глостър; „Кралицата на дявола“ – за Елеонор Аквитанска; „Компаньонката на краля“ – за Алис Пепърс, любовницата на Едуард III; Забранената кралица“ – за Катрин дьо Валоа, младата съпруга на Хенри V; „Скандалната херцогиня“ – за Катрин Суинфорд, любовницата на Джон Гонт; „Сестрата на краля“ – за Елизабет Ланкастър, попаднала в центъра на кървавите борби в семейството си в името на политиката по времето на Ричард II и Хенри IV, и др.
Ан О'Брайън живее със семейството си в къща от ХVІІІ век в Хартфордшър. Обича градинарството и рисуването с акварел.

## Произведения

### Самостоятелни романи
- The Runaway Heiress (2004)
- Puritan Bride (2004)
- Marriage Under Siege (2005)
- Conquering Knight, Captive Lady (2008)
- Chosen for the Marriage Bed (2009)
- The Virgin Widow (2010)
- Devil's Consort (2011)
- Queen Defiant (2011)
- The King's Concubine (2012)
Компаньонката на краля, изд.: ИК „Ентусиаст“, София (2015), прев. Мариана Христова
- The Forbidden Queen (2013)
- The Scandalous Duchess (2014)
- The King's Sister (2014)
- The Queen's Choice (2016)

### Серия „Фарингдънски скандали“ (Faringdon Scandals)
1. The Disgraced Marchioness (2005)
2. The Outrageous Debutante (2005)
3. The Enigmatic Rake (2006)

### Серия „Компрометирана госпожица“ (Compromised Miss)
1. Compromised Miss (2009)
2. Rake Beyond Redemption (2010)

### Новели
- Battle-Torn Bride (2011)
- The Uncrowned Queen (2012)

### Сборници
- Regency High Society Vol 5 (2010) – с Ан Хери и Мери Никълс
- Regency High-Society Affairs Vol 6 (2010) – с Даян Гастон и Алисън Хентидж